# Wing Commander: Arena
Wing Commander: Arena est un jeu vidéo de combat spatial développé Gaia Industries et édité par Electronic Arts, sorti en 2007 sur Xbox Live Arcade.

## Accueil
- Joystick : 69 %[1]